# Попівка (Розсошанський район)
Попівка (рос. Поповка) — село у Розсошанському районі Воронезької області Російської Федерації.
Населення становить 2507 осіб. Входить до складу муніципального утворення Поповське сільське поселення.

## Історія
Населений пункт розташований у межах українського краю Східної Слобожанщини.
Від 1928 року належить до Розсошанського району, спочатку у складі Центрально-Чорноземної області, а від 1934 року Воронезької області.
Згідно із законом від 15 жовтня 2004 року входить до складу муніципального утворення Поповське сільське поселення.

## Населення
| 2010 |
| ---- |
| 2507 |